# 尚塞尔翁
尚塞尔翁（法語：Champcervon，法語發音：[ʃɑ̃sɛʁvɔ̃]）是法国芒什省的一个旧市镇，属于阿夫朗什区。2016年，尚塞尔翁与市镇莱尚布尔合并为新市镇勒格里蓬。

## 地理
尚塞尔翁（48°46'39"N, 1°23'43"W）面积5.63 平方千米，位于法国诺曼底大区芒什省，该省份为法国西北部沿海省份，西、北、东北三面环大西洋，东起顺时针与卡爾瓦多斯省、奧恩省、马耶讷省和伊勒-维莱讷省接壤。
与尚塞尔翁接壤的市镇（或旧市镇、城区）包括：拉吕塞尔讷-杜特勒梅尔。

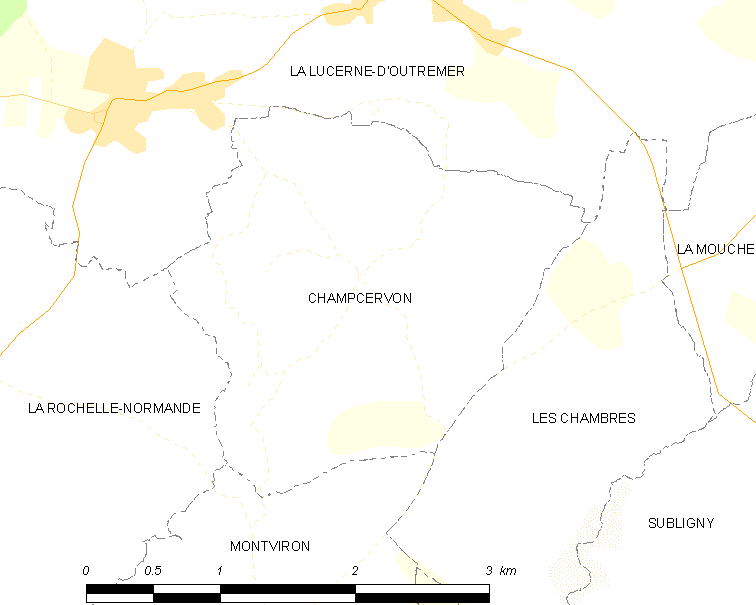
尚塞尔翁的OSM定位图

尚塞尔翁的时区为UTC+01:00、UTC+02:00（夏令时）。

## 行政
尚塞尔翁的邮政编码为50320，INSEE市镇编码为50115。

## 政治
尚塞尔翁所属的省级选区为布雷阿勒县。

## 人口

1962-2008年间尚塞尔翁人口变化图示

尚塞尔翁于2013时的人口数量为215人。